# Sidi Safi
Sidi Safi (în arabă سيدي الصافي) este o comună din provincia Aïn Témouchent, Algeria.
Populația comunei este de 7.782 de locuitori (2010).